# À la Clairefontaine
Ne doit pas être confondu avec la chanson À la claire fontaine.
À la Clairefontaine est un documentaire diffusé par Canal+, réalisé par Bruno Sevaistre.
De 1999 à 2002, il retrace le parcours de jeunes footballeurs formés à l'INF Clairefontaine, au travers 16 épisodes de 25 minutes.

## Description
En août 1999, 24 footballeurs sur 800 candidats, sont sélectionnés pour intégrer l'INF Clairefontaine (génération 1986-1987), ils sont filmés dans leur quotidien de jeunes footballeurs,. Lors d'un épisode, les deux futurs internationaux Hatem Ben Arfa et Abou Diaby, en viennent aux mains.
En 2006, Canal+ diffuse la suite du documentaire intitulé À la Clairefontaine... Sept ans après, réalisé par Rose Jayet.

## Apparitions

### Membres de l'INF
- Claude Dusseau (formateur et directeur)
- Franck Raviot

### Joueurs de l'INF
- Sébastien Bassong
- Habib Bellaïd
- Hatem Ben Arfa
- Bastien Benoît
- Garra Dembélé
- Abou Diaby
- Ricardo Faty
- Geoffrey Jourdren
- Helmi Loussaief
- Olivier N'Siabamfumu
- Alexandre Raineau
- Jonathan Tokplé
- Quentin Westberg
- Grégory Tomas

### Autres
- Zinédine Zidane (épisode 1)
- Stéphane Dalmat (épisode 1)
- Didier Deschamps
- Marcel Desailly
- Lionel Charbonnier
- Fabien Barthez
- Lilian Thuram
- Patrick Vieira
- Mourad Meghni (épisode 5)
- Jacques Faty (épisode 5)
- Thierry Henry
- Aimé Jacquet
- Laure Boulleau